# Lino Gutiérrez Casado
Lino Gutiérrez Casado (Sabadell, 28 de març de 1959) és un exfutbolista sabadellenc, jugador del CE Sabadell durant la darrera etapa que el Centre d'Esports Sabadell va viure en el futbol d'elit. Lino és, per tant, representatiu d'un dels millors moments del futbol local.
Lino va començar la seva trajectòria al futbol als 11 anys, quan va a entrar a formar part del Centre d'Esports Sabadell. Va passar per totes les categories inferiors fins a arribar al primer equip, en què, des del mig del camp, esdevindria la referència de tots els seus companys. L'ascendència de Lino sobre l'equip i la seva condició de jugador format i crescut al club li van proporcionar la capitania als 22 anys, la qual no va deixar fins que es va retirar.
Durant la seva dilatada trajectòria, que el va portar des de la Tercera divisió fins a la Primera Divisió, va tenir temps de conèixer decepcions i alegries. Però, segons ell, els millors anys van ser les dues temporades a la màxima categoria, les últimes que el club arlequinat hi ha estat (temporades 1986-87 i 87-88). Retirat als 33 anys –va deixar el Sabadell als 32 i va continuar una temporada al Terrassa–, Lino continua professionalment lligat al futbol, des de la direcció de l'Escola de Futbol de Sabadell.
La seva relació amb la Festa de l'Esport ha tingut tots els vessants possibles: com a jugador, com a jurat i com a representant d'una entitat esportiva.